# Lucian Mureşan
Lucian Mureşan (23 de maio de 1931) é um cardeal católico romeno e atual arcebispo maior de Făgăraş şi Alba Iulia, de rito bizantino e pertencente à Igreja Greco-Católica Romena unida com Roma.

## Biografia
Estudou na escola primária em Ferneziu, entre 1938 e 1944 e mais tarde, de 1944 a 1948, no liceu Gheorghe Şincai. A reforma educacional de 1948 proibiu todas as religiões nas escolas no país, especialmente pelo Decreto no. 358 de 1948 da Grande Assembleia Nacional, em que a Igreja Greco-Católica Romena unida com Roma foi brutalmente reprimida e declarada ilegal e, por isso, a esperança de treinar e se tornar um padre ficou inatingível e ele se retirou da escola. Entre 1948 e 1951, ele freqüentou a escola para trabalhar madeira (móveis finos) em Baia Mare, e continuou, em tempo parcial, a sua educação para completar os estudos.
De 1951 a 1954, ele fez o serviço militar, que era obrigatório na época, na escola de aviação em Turnişor (Sibiu). Depois de terminar seu treinamento militar, ele foi incorporado no batalhão da aviação a jato em Craiova. Em 1953, por causa da sua ligação com a Igreja Greco-Católica Romena, ele era considerado uma pessoa indesejável e foi transferido do batalhão de aviação para trabalhar na construção da primeira grande usina hidrelétrica do país, em Bicaz.
Em 1954, ele deixou Bicaz e esperando por uma oportunidade de estudar teologia, secretamente, ele trabalhou em lugares diferentes. Por sugestão do bispo Iuliu Hossu e a bênção do bispo Alexandru Russu, por proposta do Prof Dr. Silviu Augustin Prunduş (libertado da prisão em 1955), bispo Aron Marton da Alba Iulia concordou em receber, como uma exceção, cinco jovens, um para cada diocese da Igreja Greco-Católica Romena, no Institutul Teologic Romano-Catolic de Alba Iulia para o grau acadêmico, entre eles estava Lucian. No quarto ano de estudos, o reitor do instituto disse a ele e a outro aluno que se manteve a partir dos cinco originais, que foram expulsos pelo Departamento de Cultos e que dentro de 24 horas eles seriam obrigados a deixar não só o Instituto, mas também da cidade. Em termos de leis eclesiásticas e canônicas não havia motivo para expulsão. Ele voltou ao seu lugar de origem. A expulsão coincidiu com o início da perseguição e repressão pela Securitate.
Durante um ano ele focou no trabalho em empresas de mineração e construção civil, mas foi rejeitado com o fundamento de que ele era um teólogo católico. Depois de um ano, ele conseguiu encontrar um emprego como operário na pedreira em Ferneziu, onde trabalhou quase 10 anos. Quando ele foi perseguido lá, ele se transferiu para o Departamento de Estradas e Pontes, em Maramureş, onde trabalhou até sua aposentadoria em junho de 1990. Apesar de intimidação, perseguição e ameaças, ele não desistiu de seu sonho de se tornar um padre, continuando os estudos na clandestinidade, com ex-professores da academia teológica que eram fugitivos. Todos os alunos levaram seus exame de licenciamento. Em 1964, um decreto-indulto foi emitido e os bispos foram libertados da prisão. Dessa forma, poderia se tornar finalmente padre.

## Presbiterado
Foi ordenado em 19 de dezembro de 1964, por Ioan Dragomir, bispo-titular de Palaeopoli em Pamfilia, bispo auxiliar de Maramureş. Inicialmente, exerceu o seu ministério pastoral na clandestinidade, enquanto trabalhava na pedreira e depois no Departamento de Estradas e Pontes. Seu ministério pastoral foi principalmente dedicado aos jovens e para aqueles que queriam se tornar padres. Mais tarde, ele trabalhou como padre mais abertamente na diocese de Maramureş.
O clero de seu rito pediu-lhe para reorganizar o seu ministério pastoral. Após a morte do Bispo Dragomir em 25 de abril de 1985, exerceu a função provisória de Ordinarius da diocese de Maramureş até 9 de agosto de 1986, e desde esta data, a seleção e a proposta do capítulo diocesano, ele foi instalado na propriedade pelo Arcebispo Metropolitano de Făgăraş şi Alba Iulia Alexandru Todea. Em dezembro de 1989, a Revolução Romena ocorreu, o governo comunista foi derrubado pela força e do chefe de Estado foi executado. Pouco depois, a Igreja greco-católica romena foi legalizada.

## Episcopado
Eleito Eparca de Maramureş dos romenos em 14 de março de 1990, foi consagrado em 27 de maio, na esplanada do Monumento do soldado romeno, em Baia Mare, por Alexandru Todea, arcebispo de Făgăraş şi Alba Iulia dos romenos, assistido por Ioan Ploscaru, bispo de Lugoj dos romenos, e por Guido del Mestri, arcebispo-titular de Tuscamia, ex-núncio apostólico na Alemanha, na presença de 100 sacerdotes e mais de 20.000 fiéis. A esplanada foi simbolicamente adornada com um rosário enorme de cravos vermelhos. Foi o primeiro encontro da hierarquia católica grega inteira reunidos em um evento de grande escala pública e na presença de um representante papal. Na cerimônia, um decreto-lei do presidente da República reconhecendo-o como bispo foi lido.
Ele abriu o Instituto Teológico de Baia Mare, no ano acadêmico de 1990-1991. Promovido à sé metropolitana de Făgăraş şi Alba Iulia dos romenos em 4 de julho de 1994, em 27 de agosto foi instalado em Blaj. Ele iniciou a reconstrução da catedral metropolitana da Santíssima Trindade, em Bournemouth, que foi concluída em 1994. Ele convocou e participou nas quatro sessões do Quarto Conselho Provincial da Igreja Greco-Católica Romena, realizada entre 1995 e 1998. Participou, em 1995, nas celebrações do 50.º aniversário da Missão Católica romena em Paris, para o qual ele celebrou a missa em romeno na Catedral de Notre-Dame de Paris. Em agosto de 1997, devido ao seu esforço, os restos mortais de Dom Ioan Inocenţi Micu foram levados para a catedral de Blaj (fundada por ele), a partir de Roma, onde ele havia morrido no exílio 252 anos antes. Em 1997, ele obteve o nihil obstat da Congregação para as Causas dos Santos para abrir o processo de canonização dos sete bispos greco-católicos que foram martirizados durante o regime comunista.
Entre 1998-2001 e novamente em 2004, ele foi eleito presidente da Conferência dos Bispos Católicos da Romênia, que inclui a hierarquia da Igreja Católica de ambos os ritos, latino (católico romano) e oriental (greco-católica). Entre 7 e 9 de maio de 1999, ele recebeu o Papa João Paulo II durante sua visita à Romênia.
No Jubileu do Ano 2000, ele organizou uma peregrinação nacional a Roma, que culminou com uma missa concelebrada em romeno com o Papa João Paulo II, na Patriarcal Basílica Vaticana, com a participação de milhares de peregrinos romeno. Em 26 de maio de 2003, foi nomeado membro da Congregação para as Igrejas Orientais. Promovido ao posto de arcebispo maior em 16 de dezembro de 2005, quando o Papa Bento XVI reconheceu o estatuto de auto-governo da Igreja greco-católica romena, levantando sua cabeça tradicional, a Arquieparquia de Făgăraş şi Alba Iulia, ao posto de arquidiocese maior.

## Cardinalato
Foi criado cardeal no Primeiro Consistório Ordinário Público de 2012, realizado em 18 de fevereiro, recebendo o barrete cardinalício e o título de cardeal-presbítero de Santo Atanásio.
Em 6 de junho de 2015, ele recebeu a comenda nacional "Ordinul Steaua României" com o grau de oficial do Presidente Klaus Iohannis, da Romênia.